# Modell (Architektur)

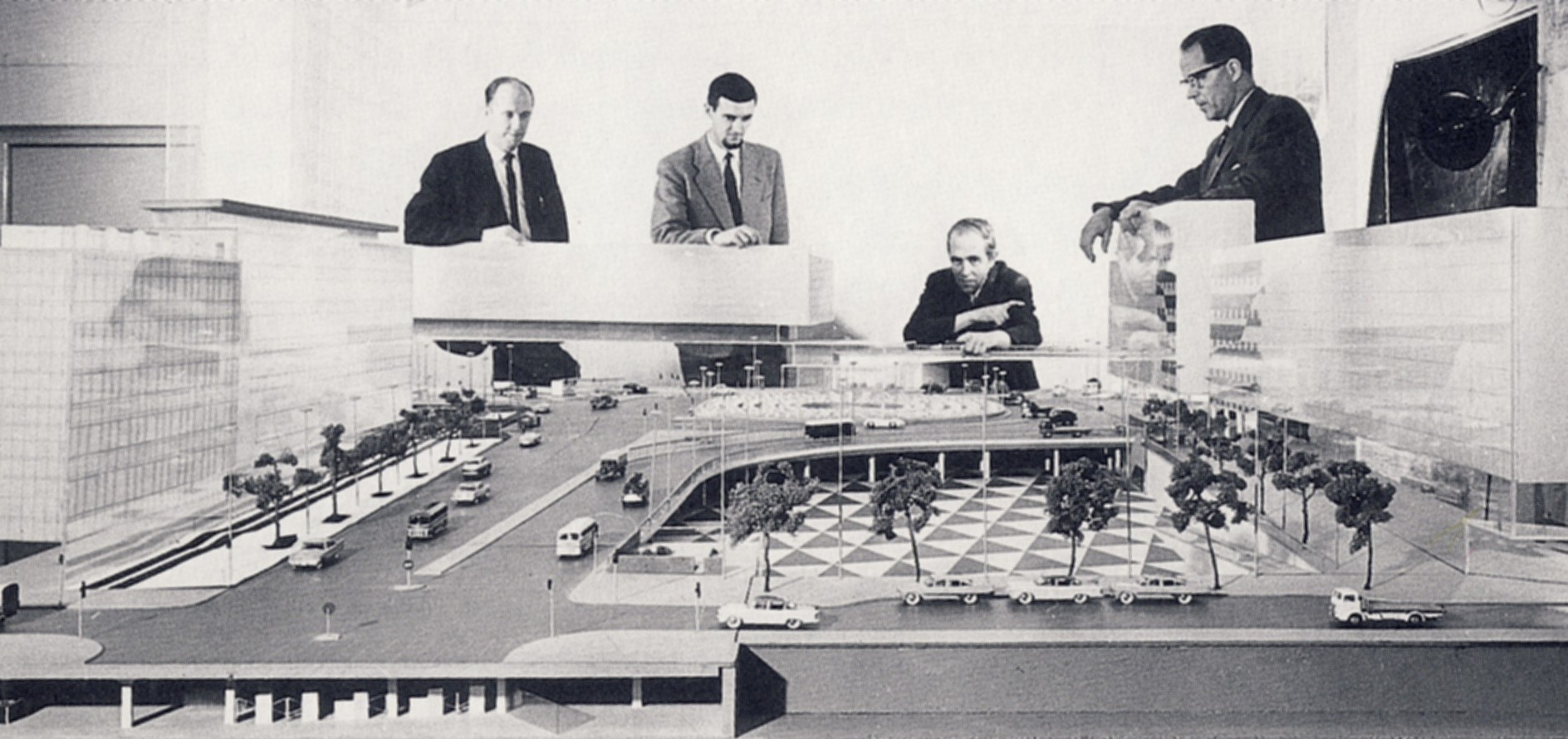
Modelle dienen zur Vermittlung einer Entwurfsidee

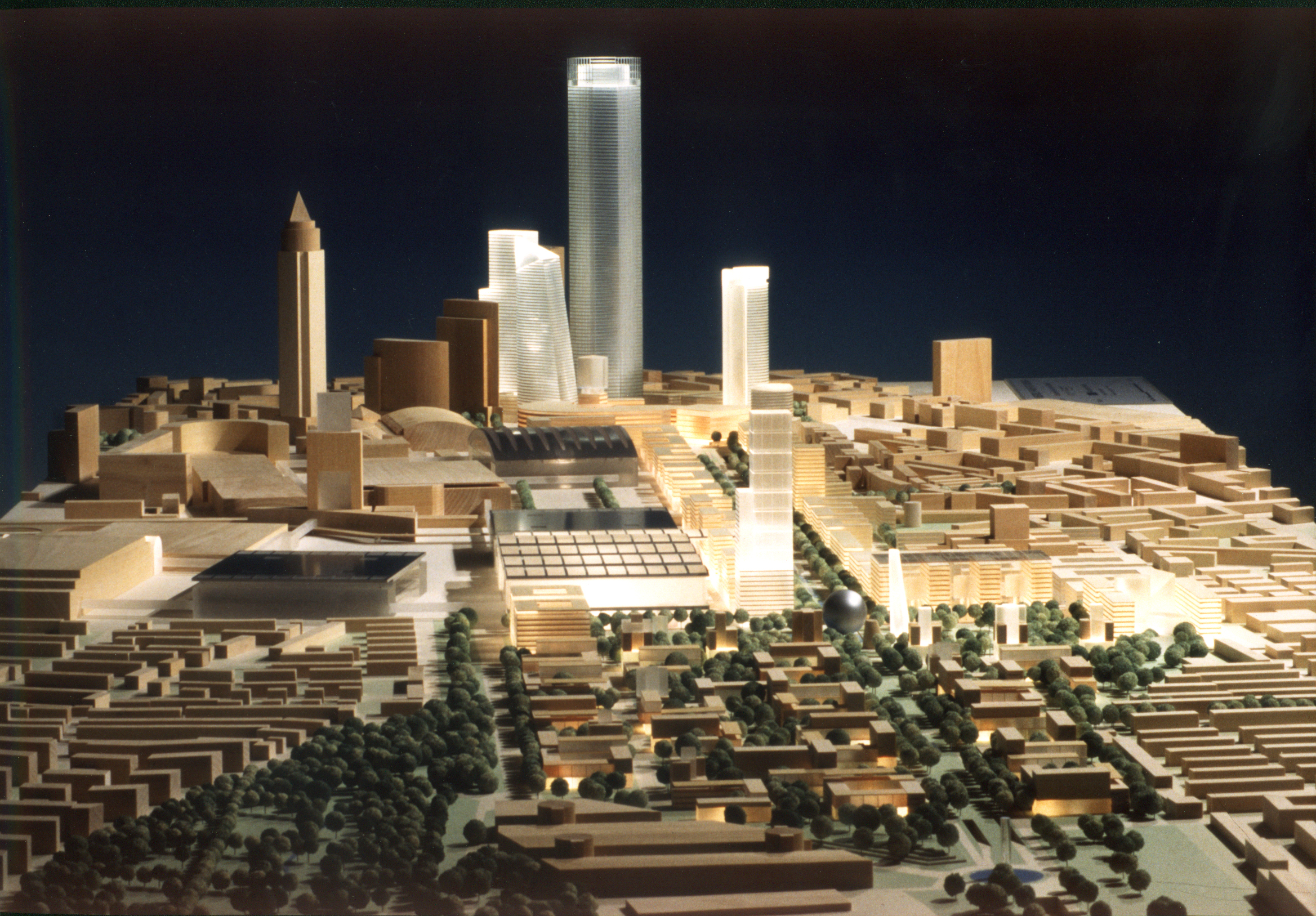
Städtebauliches Modell (Europaviertel (Frankfurt am Main))

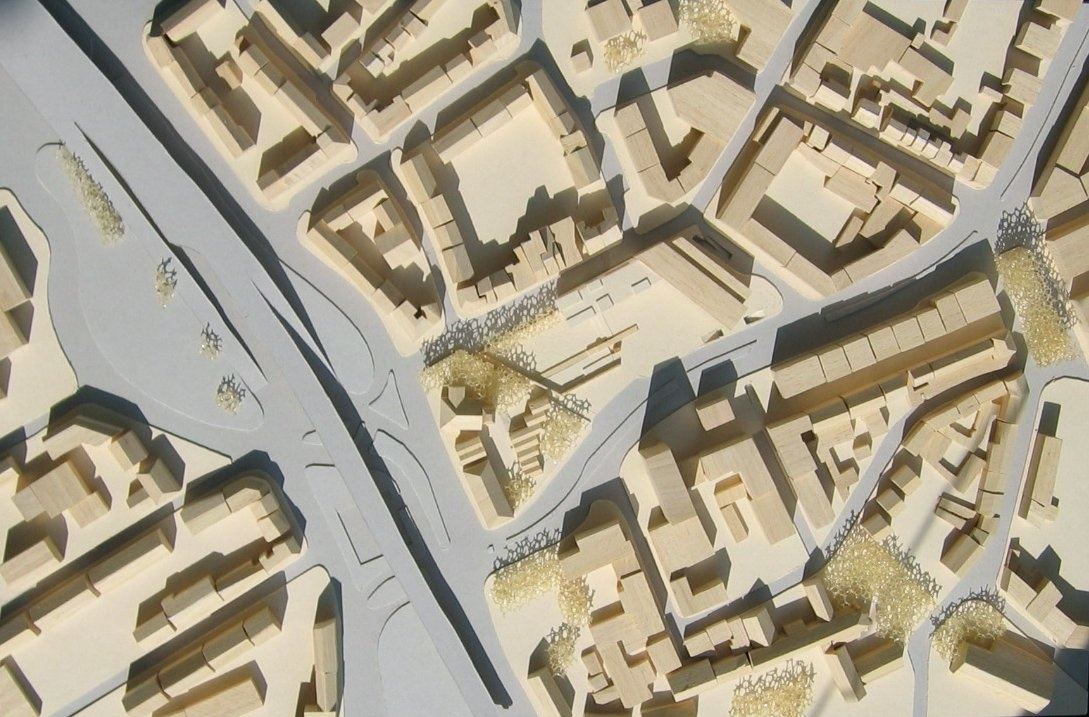
Städtebauliches Massenmodell (Duisburg)

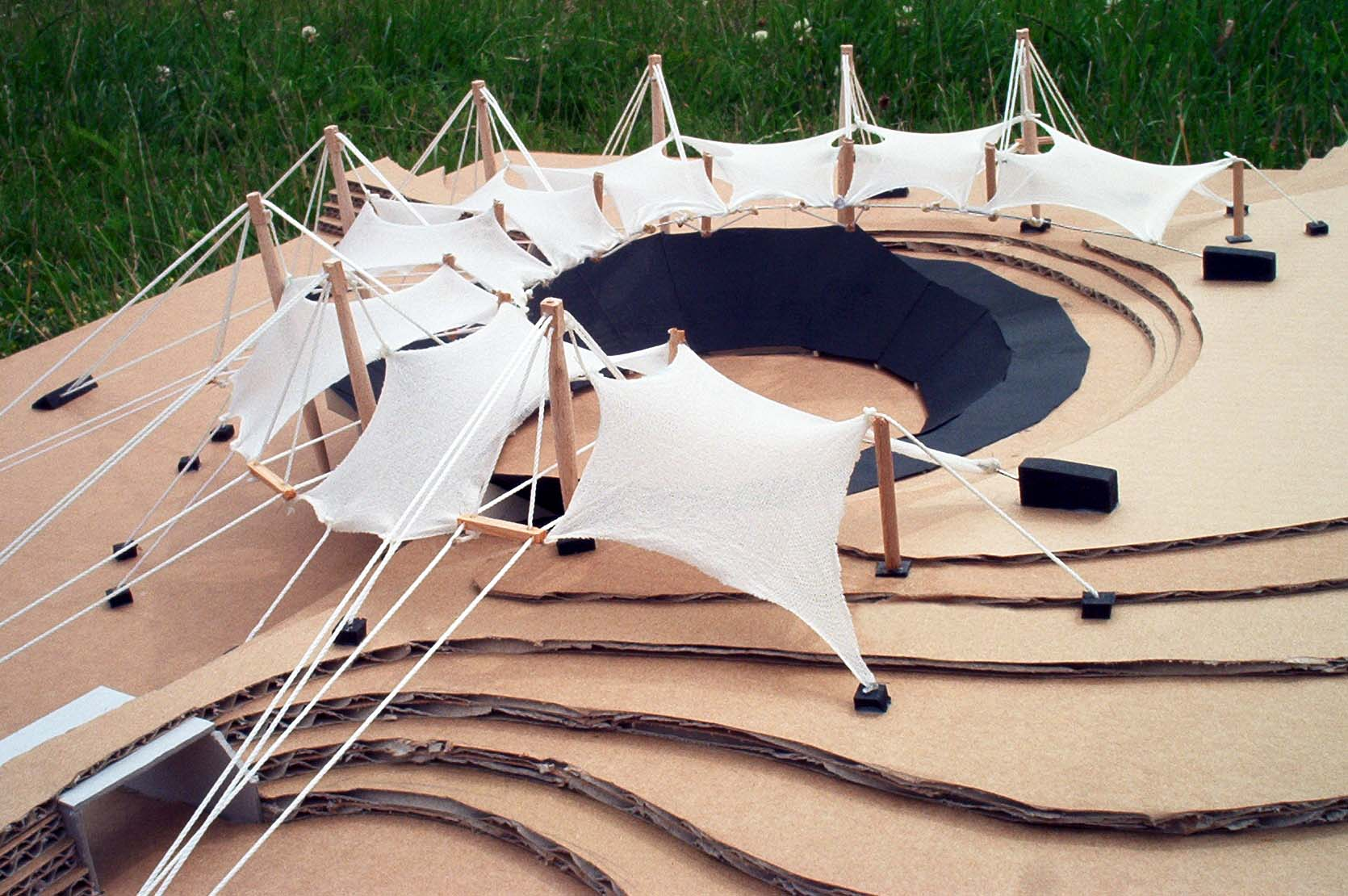
Modell des Olympiastadion München zur Darstellung der Systematik des Tragwerks

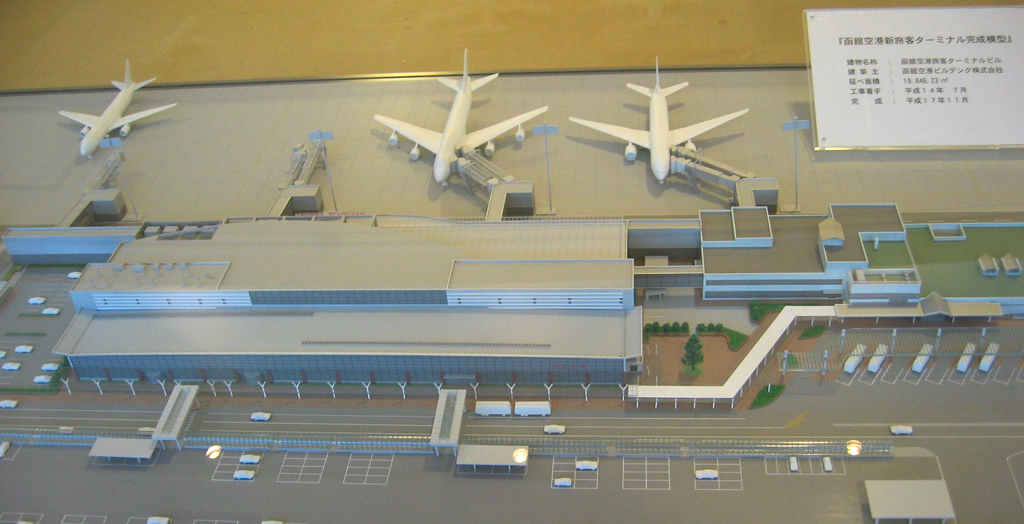
Präsentationsmodell (Flughafen)

In der Architektur versteht man unter einem Architekturmodell oder kurz Modell die maßstäbliche Darstellung eines Entwurfes. Dabei kann sowohl ein reales als auch ein virtuelles Gebäudemodell gemeint sein.
Wichtig ist bei diesen Modellen nicht unbedingt eine hohe Detailtreue, sondern vor allem die Darstellung der zentralen Ideen und des Konzeptes, des Entwurfs. Architekturmodelle sind daher oft recht abstrakt und unterscheiden sich deutlich von Modellen, die bestehende Bauwerke abbilden (Siehe dazu Modellbau).

## Etymologie
Das Wort Modell entstand im Italien der Renaissance aus ital. modello, hervorgegangen aus modulo, einem Maßstab in der Architektur, und gehörte bis ins 18. Jahrhundert der Fachsprache der bildenden Künstler an.

## Funktion
Das Architekturmodell ist ein Arbeits- und Entwurfswerkzeug des Architekten und ein Teil der Architekturdarstellung wie die Präsentationszeichnung. Anhand von Entwurfsmodellen können Architekten und Bauherren sehr schnell die Kubatur eines Entwurfes sowie die räumlichen Zusammenhänge erfassen und bewerten. Gerade für Laien, die im Lesen von Architekturzeichnungen ungeübt sind, ist ein Modell oft anschaulicher als zweidimensionale Darstellungen.
Mit Hilfe von plastischen Architekturmodellen kann man verschiedene Simulationen durchführen. Die Belichtung und Verschattung von Gebäuden kann mittels einfacher Massenmodelle simuliert werden. Im Windkanal kann man die Aerodynamik bestimmter Kubaturen testen.
Virtuelle Modelle dienen der Optimierung technischer Gebäudeausstattung (TRNSYS).

## Typen
Typen von Architekturmodellen können vor allem nach ihrer Funktion unterschieden werden:
- Arbeitsmodell; Modell als Arbeitsmittel des Architekten zur Überprüfung eines Entwurfes, oft sehr grob und schnell in preiswerten und leicht verarbeitbaren Materialien wie Pappe hergestellt.
- Entwurfsmodell; Modell zur Darstellung eines Entwurfes, stellt oft eine Zwischenstufe und Diskussionsgrundlage dar.
- Wettbewerbsmodell: Modell für die Präsentation eines Entwurfes bei einem Architekturwettbewerb.
- Präsentationsmodell: Sehr sorgfältig ausgearbeitetes Modell zur Präsentation eines Entwurfes für (potentielle) Bauherren oder Käufer einer Immobilie oder für die Öffentlichkeit. Meist aufwändig, detailgetreu und aus hochwertigen Materialien.
- Städtebauliches Modell: Modell, das ein Bauwerk im städtebaulichen Kontext zeigt. Oft ausgeführt als Massenmodell
- Massenmodell: Stellt die Baumassen von Baukörpern dar. Einfache, massive Kuben repräsentieren die Bauwerke.

## Herstellung physischer Modelle
Häufig verwendete Materialien sind Pappen (Finnpappe oder Graupappe), Holz, Schaumpolystyrol, Styrodur, Kunststoffe, aber gelegentlich auch Gips oder Zement für Massenmodelle, Glas und Metalle. Früher war auch Kork im Modellbau, vor allem für Landschaftsmodelle, beliebt.
Zum Schutz der zerbrechlichen Modelle dienen Tragkonstruktionen, die oft aus Holz hergestellt werden, und Abdeckhauben aus Glas oder Plexiglas.
Viele Modelle erhalten besondere Gestelle oder Tische, damit man sie auf der geeigneten Höhe betrachten kann.
Übliche Maßstäbe für Architekturmodelle sind
- 1:2000 bis 1:500 für städtebauliche Modelle
- 1:200 bis 1:20 für einzelne Gebäude
- 1:20 bis 1:1 für Details.

## Computermodelle

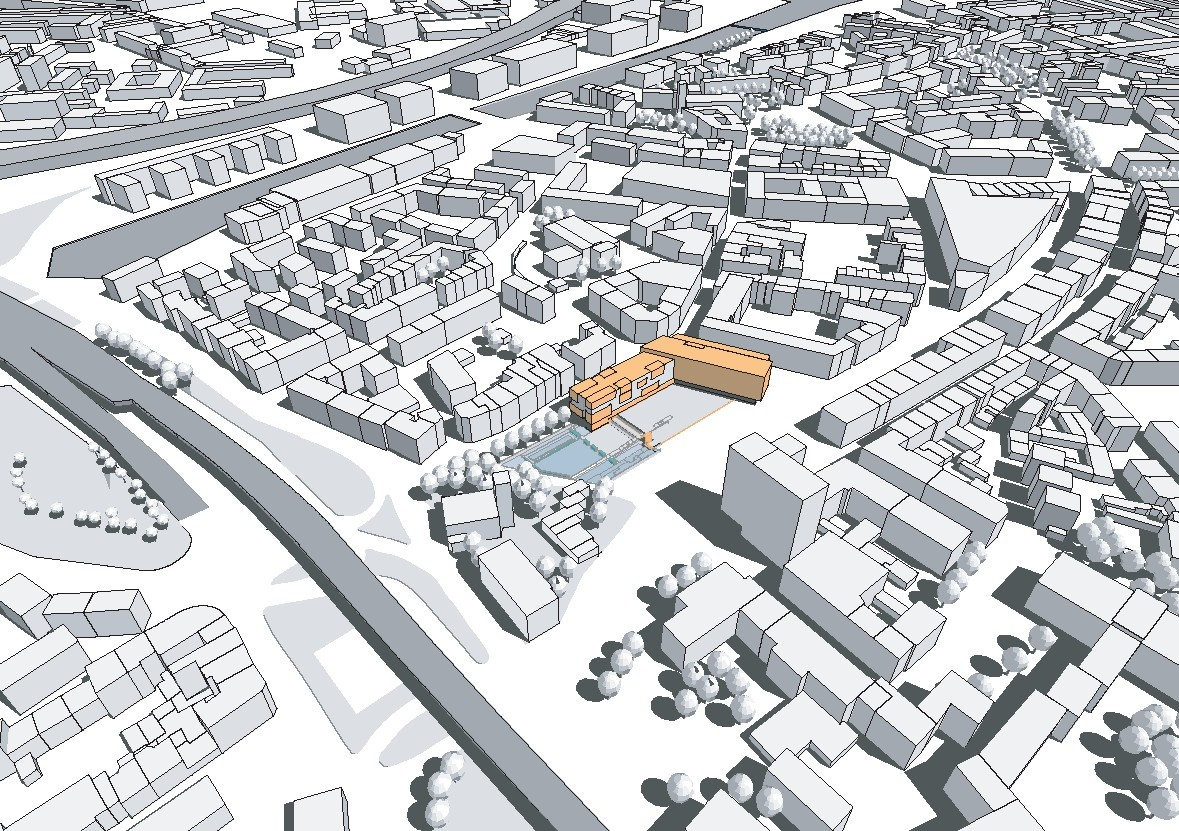
Virtuelles Massenmodell (Innenstadt von Duisburg)

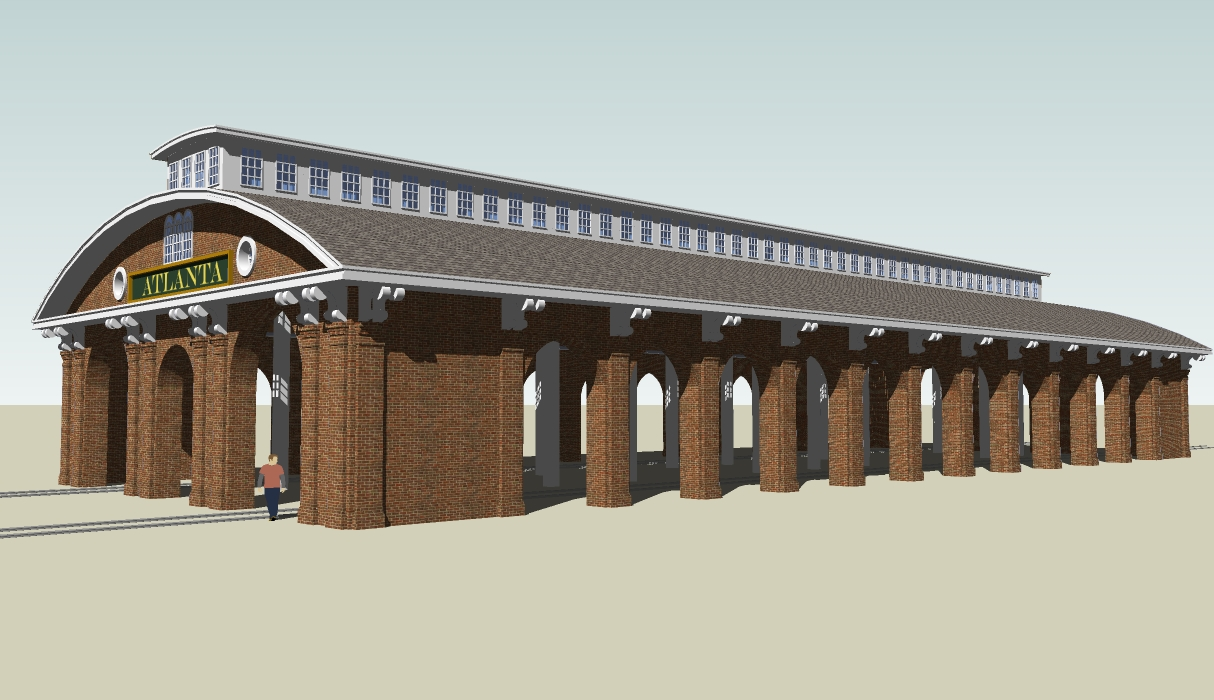
Virtuelles Gebäudemodell

Heutzutage werden Architekturmodelle häufig zunächst im Computer mittels CAAD entworfen und dann mittels CAAM erzeugt. Diese Modelle können auf verschiedene Arten verwendet werden.
In der Entwurfsphase kann das virtuelle Gebäudemodell der Darstellung für den Bauherren oder die Öffentlichkeit dienen. Auch hier sind, ähnlich wie bei den realen Modellen, verschiedene Darstellungsarten möglich: vom einfachen Massenmodell bis hin zum Präsentationsmodell (Siehe dazu auch: Computer-aided design#3D). Die virtuellen Modelle dienen zur schnellen Erzeugung zweidimensionaler Darstellungen, können aber auch virtuell durchwandert werden.
Wenn historische oder zerstörte Gebäude im Rechner rekonstruiert werden, spricht man von einer Digitalen Rekonstruktion. Auch hier dient das virtuelle Architekturmodell der Veranschaulichung.
Mit Hilfe moderner Verfahren wie der Stereolithografie können aus den Daten virtueller Gebäudemodelle maschinell wieder reale Modelle erzeugt werden.
Je nach Detaillierung lassen sich am virtuellen Modell Gebäudesimulationen vornehmen, zum Beispiel, um die Belichtungssituation in Gebäuden vor Baubeginn zu simulieren. Auch als Grundlage für Massenermittlungen und später als Informationsgrundlage für das Facilitymanagement kann das virtuelle Gebäudemodell unter Umständen benutzt werden.
Immer größeren Stellenwert bekommt die sog. Dynamische Gebäudesimulation. Dabei werden den Bauteilen eines 3D-Modells physikalische Eigenschaften gegeben (Wärmedurchgangswiderstand, Speicherfähigkeit der Baustoffe, Luftwechsel im Raum, Energiedurchlass transparenter Bauteile). Durch hinterlegte Klimadaten wird das Modell in definierten Zeitschritten dem Außenklima mit Temperatur und Sonneneinstrahlung ausgesetzt und das thermische Verhalten des Gebäudes mit den sich im Inneren einstellenden Klimabedingungen simuliert. Dadurch können Heiz- und Kühlbedarf in einzelnen Räumen und der Nutzenergiebedarf des Gesamtgebäudes ermittelt und die Energieerzeuger entsprechend bedarfsgerecht dimensioniert werden.

### Architekturmodellbau
- Rolf Janke: Architekturmodelle. Hatje Cantz Verlag, Stuttgart 1987, ISBN 978-3-7757-0111-2.
- Wolfgang Knoll, Martin Hechinger: Architektur-Modelle: Anregungen zu ihrem Bau. Deutsche Verlags-Anstalt, 2006, ISBN 978-3-421-03556-1.
- Alexander Schilling: Basics Modellbau. Birkhäuser, 2006, ISBN 978-3-7643-7648-2.
- Ansgar Oswald: Meister der Miniaturen: Architekturmodellbau. Dom Publishers, 2008, ISBN 978-3-938666-05-0.
- Ansgar Oswald: Handbuch und Planungshilfe Modellbau für Architekten. DOM Publishers, 2011, ISBN 978-3-86922-141-0.
- Alexander Schilling: Architektur und Modellbau. Birkhäuser (de Gruyter), Berlin 2018, ISBN 978-3-0356-1477-0.

### Architekturmodelle
- Hartmut Biermann, Elmar Worgull: Das Palastmodell des Giuliano da Sangallo für Ferdinand I., König von Neapel. Ein Rekonstruktionsversuch. In: Jahrbuch der Preußischen Kunstsammlungen NF 21 (1979) = Richard Hamann-MacLean zum 70. Geburtstag. Gebr. Mann Verlag, Berlin, S. 91–118.
- Das Modell des Kaiserdoms zu Speyer von Otto Martin, Entstehung und Bedeutung : Ein Vademekum zur Betrachtung des Dom-Modells im Historischen Museum der Pfalz in Speyer. Wernersche Verlagsgesellschaft, Worms 2009.
 ISBN 978-3-88462-280-3.
- Elmar Worgull: Das Modell des Speyerer Kaiserdomes von Holzbildhauer Otto Martin im Historischen Museum der Pfalz in Speyer. Zur Problematik historischer Bilddokumente als selektive Grundlagen für rekonstruierte Erscheinungsformen des Doms. In: Pfälzer Heimat : Zeitschrift der Pfälzischen Gesellschaft zur Förderung der Wissenschaften in Verbindung mit dem Historischen Verein der Pfalz und der Stiftung zur Förderung der pfälzischen Geschichtsforschung. (Paul Badura-Skoda zu seinem 80. Geburtstag in Freundschaft gewidmet). Verlag der Pfälzischen Gesellschaft zur Förderung der Wissenschaften, Speyer 2007. Heft 2 (2007), S. 60–80.
- Bernd Evers (Hrsg.): Architekturmodelle der Renaissance. Prestel, München 1995, ISBN 978-3-7913-1396-2.
- Marcus Frings (Hrsg.): Der Modelle Tugend. CAD und die neuen Räume der Kunstgeschichte. Weimar 2001, ISBN 978-3-89739-168-0.
- Andres Lepik: "Das Architekturmodell in Italien 1353-1500". Wernersche Verlagsgesellschaft, Worms 1994, ISBN 3-88462-104-1
- Winfried Nerdinger, Institut für Chinesisches Kulturerbe (CACH) (Hg.): Die Kunst der Holzkonstruktion – Chinesische Architekturmodelle. Jovis Verlag, Berlin 2009, ISBN 978-3-86859-049-4
- Ingeborg Reichle, Steffen Siegel, Achim Spelten (Hrsg.): Visuelle Modelle. Wilhelm Fink Verlag, München 2008. ISBN 978-3-7705-4632-9
- Hans Reuther; Ekhart Berckenhagen: Deutsche Architekturmodelle. Projekthilfe zwischen 1500 und 1900. Berlin 1994, ISBN 978-3-87157-166-4.